# 八千代生命保険
八千代生命保険株式会社（やちよせいめいほけん、旧字体：八千代生命保險株式會社、1913年3月設立 - 1930年4月23日解散）は、かつて存在した日本の生命保険会社である。「大正バブル」と呼ばれる時代に映画製作や出版事業に乗り出し、乱脈経営で経営破綻した。

## 略歴・概要

### 大正バブルと多角経営
1913年（大正2年）3月、小原達明を社長に設立された。取締役に菊池長四郎らを迎えた。同年同月、初期白樺派の元小説家で華族の正親町公和が入社している。
1916年（大正5年）、小原は新聞トラストを標榜して『静岡民友新聞』ら「民友」系新聞を買収した。1918年（大正7年）、満川亀太郎らの思想団体「老壮会」が結成され、小原はこれに加入している。
1923年（大正12年）9月1日の関東大震災での首都壊滅後の同年12月、兵庫県西宮市甲陽園の「甲陽キネマ撮影所」を買収し、東亜キネマ株式会社を設立した。半年後の1924年（大正13年）6月、京都・等持院の映画監督牧野省三が経営する「マキノ映画製作所」を吸収合併、牧野を甲陽・等持院の両撮影所の所長に任命した。1年後の1925年（大正14年）6月、牧野は「マキノ・プロダクション」を設立、東亜キネマから独立した。等持院撮影所を「東亜キネマ京都撮影所」と改称、所長には八千代生命宣伝部長・小笹正人が就任した。
1924年（大正13年）、小原は自らの伝記『硝子張りの中の人』を南雄三に書かせ、東京堂から出版している。またこのころ出版事業に乗り出し、黒川壽雄を編集・発行人にし、八千代生命編『刑事秘話』（1926年2月1日）、黒川壽雄『謎の叔父さん』（同年7月1日）、大川白雨・青木藪馬『写真小説 愛は輝く』（同年8月1日）、南海夢楽『幕末秘史 櫻吹雪』（同年10月）などの単行本を発行した。このころ小原は、上村藤若（1894年 - 1953年、鮎川信夫の父）と「帝国文化協会」を設立、月刊誌『向上之青年』、『向上之婦人』等を発行した。
1925年（大正14年）4月4日、「二億円達成記念絵葉書」を発行した。

### 商工省から戒告、清算へ
1925年（大正14年）10月、商工省が査察に入った結果、宣伝費に比して業績が不良であり、星製薬、葛原冷蔵等に巨額の貸付を固定させており、また責任準備積立金の運用に疑わしき点があること等を発見された。同年末、商工省から戒告を受け、同省との間で業務上の改革あるいは営業科目の変更について折衝を重ね、翌1926年（大正15年）11月、改革案を申請した。 1927年（昭和2年）、営業改革の流れから、子会社の東亜キネマは「甲陽撮影所」を閉鎖、「東亜キネマ京都撮影所」に一本化した。
1928年（昭和3年）前後には内紛があり、社長の小原達明が退陣、同年3月にはふたたび復帰した。同年6月27日付の『大阪朝日新聞』では、商工省の保険部長が、同社の後継経営者として、大阪の藤田組・久原房之助、久原鉱業社長の鮎川義介の親戚が経営者である東京藤田合名会社、あるいは紡績事業家の日比谷平左衛門の一家を第一候補に内定、第二候補として、藤山雷太と元台湾銀行の川崎軍治とが協議中と報道した。小原は同社の持ち株のすべてを日魯漁業（現マルハニチロ）社長で衆議院議員の堤清六に譲渡した。同年、小原は八千代生命の姉妹会社だった帝国火災保険の社長を退陣し、箱根土地株式会社（のちのコクド、現在は消滅）社長の藤田謙一が帝国火災保険の新社長に就任した。
1929年（昭和4年）3月、小笹正人が同社を退社して、マキノ・プロダクション御室撮影所長に就任。同社は映画事業から完全撤退、東亜キネマは阪急資本となった。同年12月には、同社の経営が日華萬歳生命保険株式会社（のちの第百生命保険）に包括移転することが内定し、同年12月19日、八千代生命の株主総会、日華萬歳生命の臨時株主総会でそれぞれ同議案が承認され、同日、日華萬歳生命の専務取締役河合良成が商工省に認可申請した。
1930年（昭和5年）2月4日、商工省の認可が正式に下り、八千代生命は2か月間のモラトリアムに入った。同年4月23日、同社は解散、同年11月15日、同社の臨時株主総会で清算終了が確認された。
同社の麹町平河町の本社屋は、万平ホテルの経営者佐藤万平と日華生命（日華萬歳生命から再改称）の共同出資のもと設立された「株式会社万平ホテル」がホテルに改築。翌年1931年（昭和6年）2月に「東京万平ホテル」として開業、営業を開始したが、1939年（昭和14年）には閉鎖された。
1932年（昭和7年）9月13日には、同社末期の一時期に同社社長だった貴族院議員の奥田亀造が第2次東京市会疑獄（瓦斯疑獄）で贈賄幇助で召喚、同月22日には起訴されている。

## 関連事項
- 東亜キネマ
- 帝国火災保険
- 帝国文化協会
- 東京毎日新聞